# Volta a botte

Nomenclatura della volta a botte: (1) chiave di volta; (2) cuneo; (3) estradosso; (4) piedritto; (5) intradosso; (6) freccia; (7) corda; (8) rifinanziamento o rinfianco.

La volta a botte è tra i sistemi più semplici di copertura non piana utilizzati per coprire spazi di forma genericamente rettangolare. Ha la forma di una semicirconferenza. Due volte a botte, che si intersecano perpendicolarmente, formano la volta a crociera.

## Aspetti costruttivi
Una volta a botte vera e propria ha i giunti convergenti verso un ipotetico centro, altrimenti si dovrebbe parlare di volta "impropria" (in cemento armato, in calcestruzzo, in legno, in pietre o mattoni non orientati, ecc.). Sempre in linea generale la volta a botte, come tutte le strutture voltate, nasce per coprire edifici con struttura portante in muratura e/o pietra e pertanto essa stessa ne assume il medesimo impianto strutturale.

## Aspetti geometrici

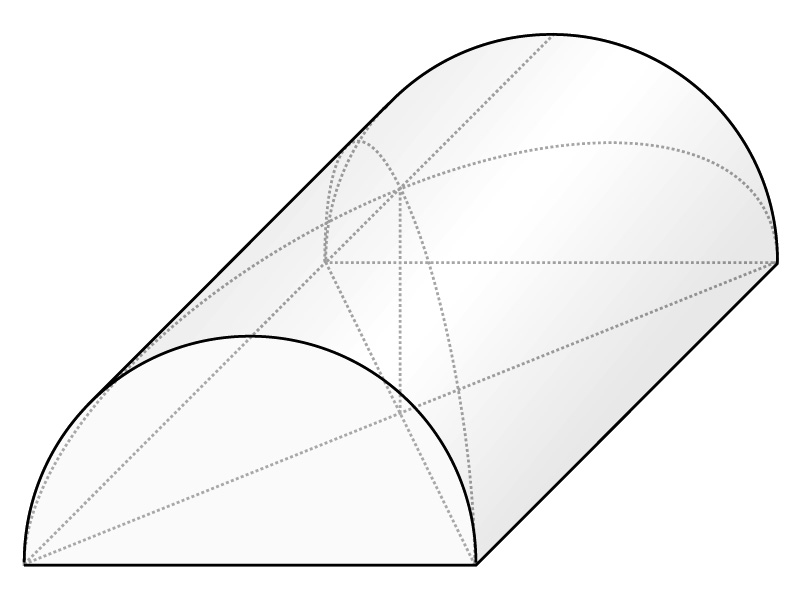
Ricostruzione geometrica di una volta a botte

In geometria la volta a botte, come superficie, fa parte delle cosiddette superfici coniche, cioè, generata dal movimento rotatorio di una retta r, detta generatrice, intorno ad un'altra retta s, detta asse di rotazione, in generale nella condizione in cui tale rette r ed s siano, tra loro complanari.
Secondo la forma planimetrica della copertura l'asse della volta a botte, sia essa cilindrica che conica, si dispone in modo che sia appartenente al piano bisettore il diedro formato da due opposte facce dell'ambiente di tale copertura.
A differenza della volta a crociera non si divide in campate, quindi non ha necessità di avere un rapporto contenuto tra lunghezza e larghezza, ma può estendersi teoricamente all'infinito in lunghezza (o profondità) data una certa apertura (campo o luce).

## Tipologie
Secondo la posizione del centro "C" della direttrice rispetto ad un piano d'imposta (il piano che passa dove terminano i sostegni e inizia la volta), le volte a botte circolari si classificano nei seguenti tipi:
- volta a tutto sesto, quando C si trova sul piano d'imposta.
- volta ribassata, quando C ha quota più bassa rispetto al piano d'imposta.
- volta rialzata, quando C ha quota più alta rispetto a piano d'imposta.

Sono possibili inoltre volte costruite a partire da un arco a sesto acuto o da qualsiasi altra forma non circolare di arco.
Quando la geometria della forma principale è intersecata da volte a botte di dimensioni minori abbiamo una volta a botte lunettata o unghiata.

## Esempi di strutture con volte a botte

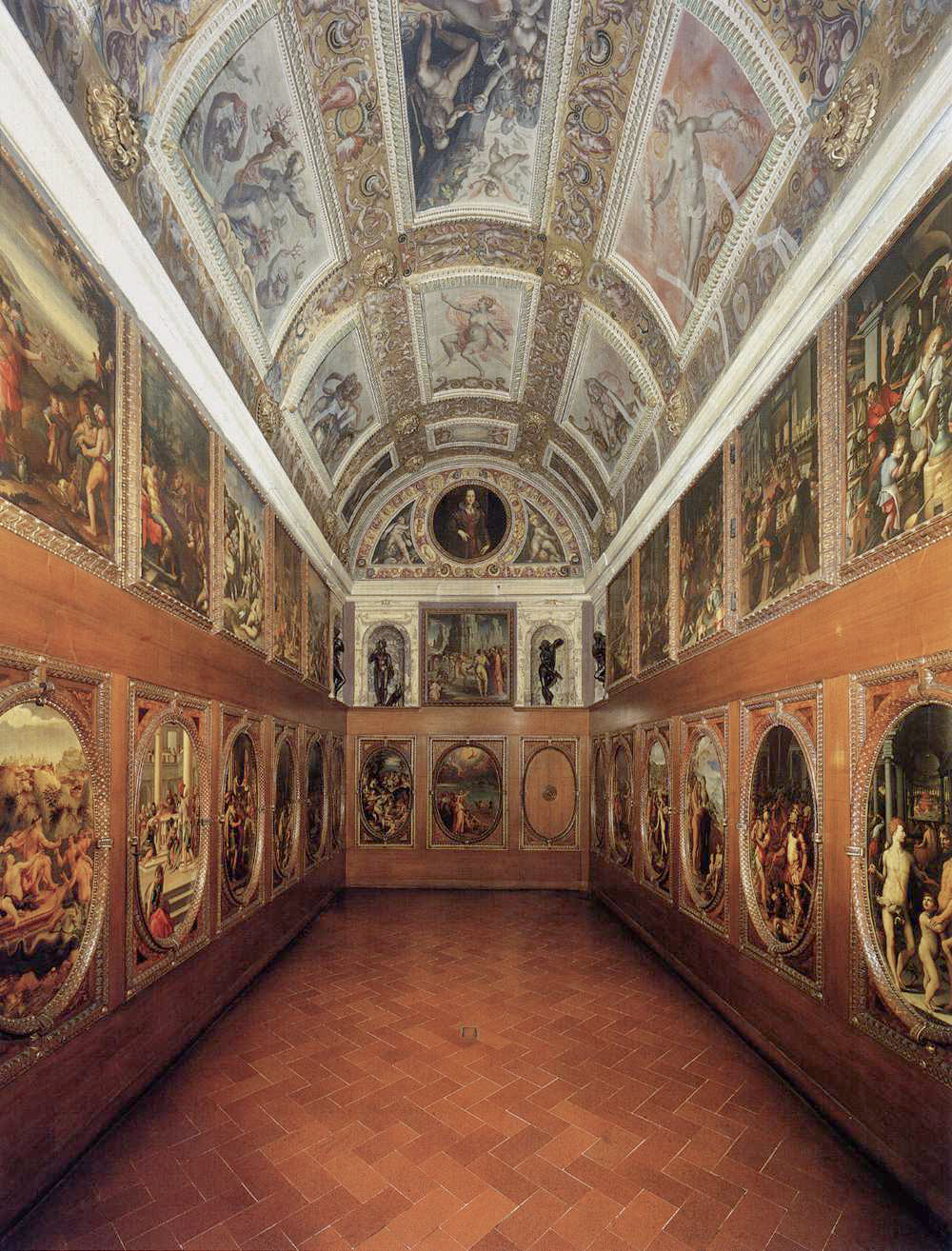
Volta a botte dello studiolo di Francesco I

La volta a botte, prevalentemente nella forma a tutto sesto, è stata utilizzata largamente:

nell'architettura romana:
- Basilica di Massenzio (volte a botte cassettonate)

nell'architettura romanica:
- Abbazia di Fontenay (volta a botte a sesto acuto)
- Basilica di Saint-Sernin a Tolosa (volte a botte, a tutto sesto, con costoloni)

nell'architettura rinascimentale:
- Villa medicea di Poggio a Caiano (una delle prime volte a botte cassettonate del Rinascimento)
- Basilica di Sant'Andrea (Mantova) (volte a botte, a tutto sesto, cassettonata)
- Basilica di San Pietro in Vaticano (volta a botte cassettonata sulla navata e sui bracci del transetto)
- Cappella Sistina, Vaticano (volta a botte, ribassata, con lunette)

nell'architettura barocca:

nell'architettura neoclassica
La volta a botte è stata utilizzata ad esempio anche nell'abbazia di Morimondo, che si trova tra Pavia e Milano.